# 印度印度教
印度教是印度最大和信仰人数最多的宗教，2011年印度信仰印度教的人口约占80%。印度是世界上三个印度教占多数国家之一（另外两个是尼泊尔和毛里求斯）。